# 大和村立北中学校北分教場
大和村立北中学校北分教場（やまとそんりつ　きたちゅうがっこう　こやぶんきょうじょう）は、かつて岐阜県郡上郡大和村（後の大和町。現・郡上市）に存在した公立中学校の分教場。

## 概要
- 大和村立北中学校の分教場であり、大和村立北小学校に隣接していた。
- 1947年から1952年まで、この地には北中学校が存在したが、当時の郡上郡弥富村が西川村との学校組合中学校の設立を推し進めたことにより村と住民が対立。村と住民との調停により設置された分教場である。

## 沿革
- 1951年（昭和26年）9月1日 - 弥富村議会で弥富村と西川村との学校組合を結成し、弥富村大字剣7に「弥富西川両村組合立上保中学校」を設置する計画が議会で可決される。これに対し村民は反対運動を起こす。しかし村は設置を強行しようとし、予定地に校舎の建設を始める。
- 1952年（昭和27年）
  - 4月 - 反対派村民の手により、弥富中学校（弥富小学校に隣接）の校舎が取り壊される事態が発生する[注釈 2]。
  - 7月 - 村と村民の間に調停が結ばれ、弥富西川両村組合立上保中学校の設置は白紙となる。弥富中学校は上保中学校として建設された新たな校舎に移転。旧・弥富中学校の跡地に、周辺の生徒のための分教場の新設が決まる。
  - 12月 - 弥富中学校の跡地に校舎が新築され、弥富中学校北分教場として開校。
- 1955年（昭和30年）3月28日 - 西川村、弥富村、山田村が合併し、大和村が発足。同時に大和村立弥富中学校北分教場に改称する。
- 1956年（昭和31年）4月1日 - 大和村立北中学校北分教場に改称する。
- 1966年（昭和41年）3月 - 廃止。